# Tobias Verhaecht

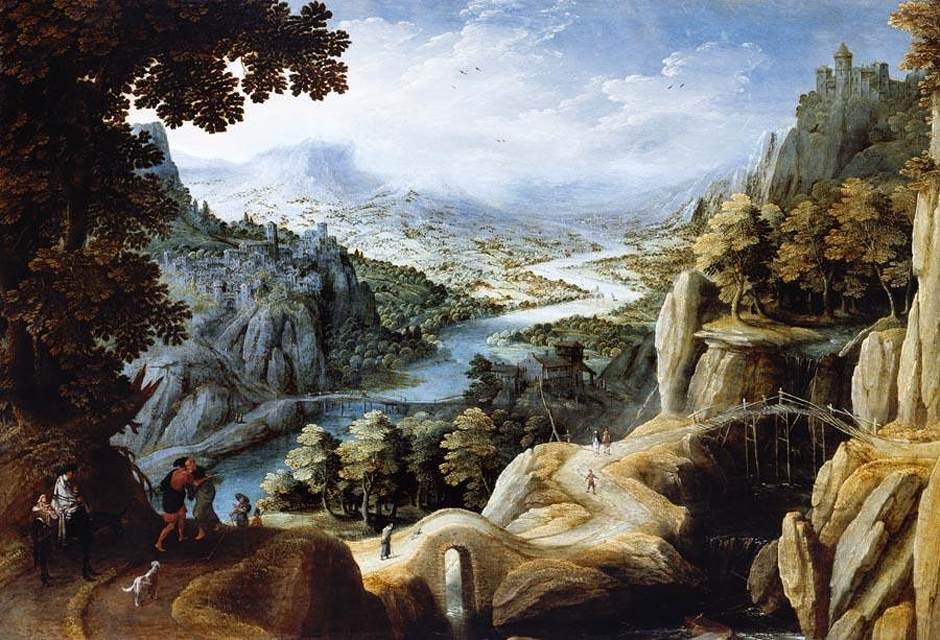
Paesaggio montano con fiume, collezione privata

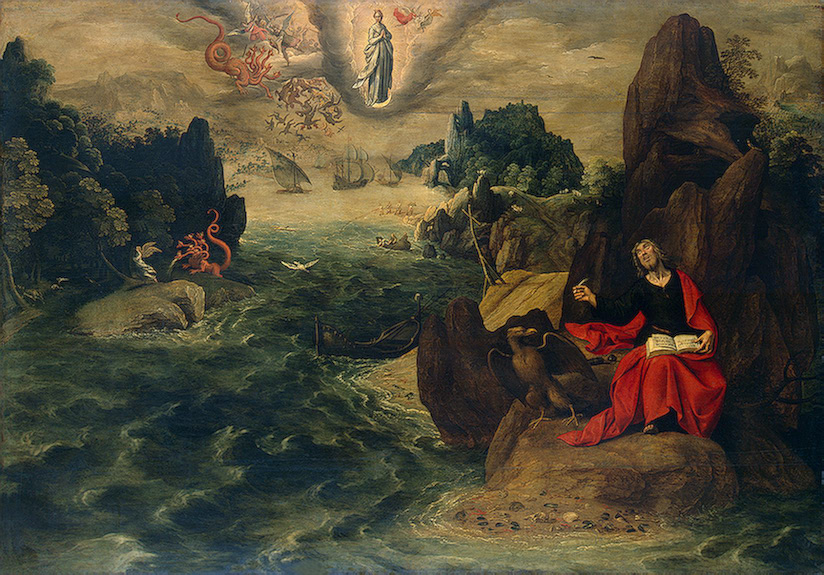
Paesaggio con san Giovanni Evangelista a Patmos, Tobias Verhaecht e Gillis Congnet, Museo statale Ermitage

Tobias Verhaecht (Anversa, 1561 – Anversa, 1631) è stato un pittore e disegnatore fiammingo.

## Biografia
Dopo un viaggio formativo in Italia, divenne maestro indipendente nel 1590, iscrivendosi alla Gilda di San Luca della sua città. Nel 1591 ebbe come allievo il giovane Rubens. Altri suoi apprendisti di rilievo furono Jacques Backereel, Cornelis Boel, Pieter van den Hoeck e Abraham Matthyssens.
Pittore di paesaggi nella tradizione di Pieter Bruegel il Vecchio, ricorse spesso alla collaborazione di Frans Francken il Giovane e Jan Brueghel il Vecchio per le figure di staffage.